# Новоіхсаново
Новоіхса́ново (рос. Новоихсаново, башк. Яңы Ихсан) — село у складі Чекмагушівського району Башкортостану, Росія. Входить до складу Башировської сільської ради.
Населення — 138 осіб (2010; 199 у 2002).
Національний склад:
- татари — 60 %
- башкири — 35 %